# Червоний прапор (серіал, 2023)
«Червоний прапор» (тур. Al Sancak) — турецький телесеріал 2023 року у жанрі бойовика, воєнному, драми та створений компанією Bozdağ Film. В головних ролях — Угур Гюнеш, Гюльсім Алі, Ідріс Небі Ташкан, Ахмет Єнілмез, Ніхат Алтинкая. Перша серія вийшла в ефір 19 січня 2023 року. Серіал має 1 сезон. Завершився 19-м епізодом, який вийшов у ефір 15 червня 2023 року. 

## Сюжет
Серіал про 10 талановитих солдатів та їхню боротьбу за захист батьківщини проти ворогів.

## Актори та персонажі
| Актор               | Роль                                         |
| ------------------- | -------------------------------------------- |
| Угур Гюнеш          | Капітан піхоти Алі Баназлі                   |
| Гюльсім Алі         | Надія Іванов                                 |
| Ідріс Небі Ташкан   | Лейтенант Арас Гюнері                        |
| Ахмет Єнілмез       | Челебі                                       |
| Ніхат Алтинкая      | Боран                                        |
| Гьозде Туркер       | Капітан Асли                                 |
| Ахмет Олгун Сюнір   | Сержант Сельчук Тюркер                       |
| Емре Дінлер         | Капітан Дженгіз Услу                         |
| Еслем Акар          | Седеф Баназлі                                |
| Tezhan Tezcan       | Старший сержант Ісмаїл Коджа                 |
| Чаглар Саїн         | Старшина піхоти, перший сержант Хюсейн Кюмюш |
| Фатіх Гюхан         | Старший сержант Сулейман Озер                |
| Омер Фарук Аран     | Старшина піхоти, перший сержант Бора Кансіз  |
| Ридван Айбарс Дюзей | Капітан Селім Атакан                         |
| Мурат Індже         | Сержант-майор Мустафа Інал                   |
| Меліх Оздоган       | Старший сержант Сабрі Кандемір               |
| Сібель Айтан        | Бахар                                        |
| Джем Куртоглу       | Генерал Саджіт Коркмаз                       |
| Тутку Айган         | Ліліт                                        |
| Осман Сойкут        | Мітхат Саргон                                |
| Абидин Еребакан     | Ведат                                        |
| Зейнеп Колтук       | Емі                                          |
| Айхан Кавас         | Томас                                        |
| Тевфік Ерман Кутлуг | Новак                                        |

## Сезони
| Сезон | Епізоди | Епізоди | Оригінальний показ | Оригінальний показ | Оригінальний показ |
| Сезон | Епізоди | Епізоди | Перший показ       | Останній показ     | Мережа             |
| ----- | ------- | ------- | ------------------ | ------------------ | ------------------ |
| 1     | 19      | 19      | 19 січня 2023      | 15 червня 2023     | TRT 1              |

## Рейтинги серій

### Сезон 1 (2023)
| Серія       | Рейтинг (TOTAL) | Рейтинг (AB) | Рейтинг (ABC1) |
| ----------- | --------------- | ------------ | -------------- |
| 1.          | 6.81            | 6.71         | 7.07           |
| 2.          | 7.00            | 4.77         | 6.67           |
| 3.          | 6.96            | 5.45         | 6.40           |
| 4.          | 5.07            | 5.34         | 5.36           |
| 5.          | 4.91            | 3.46         | 4.88           |
| 6.          | 4.63            | 3.81         | 4.71           |
| 7.          | 5.01            | 4.24         | 4.43           |
| 8.          | 5.05            | 3.52         | 4.65           |
| 9.          | 4.84            | 3.40         | 4.13           |
| 10.         | 4.43            | 3.66         | 4.01           |
| 11.         | 4.14            | 2,99         | 3.48           |
| 12.         | 4.40            | 3.76         | 4.22           |
| 13.         | 4.28            | 3.23         | 4.17           |
| 14.         | 4.36            | 3.33         | 4.12           |
| 15.         | 4.27            | 3.02         | 4.05           |
| 16.         | 4.01            | 2.98         | 3.95           |
| 17.         | 4.43            | 3.04         | 4.54           |
| 18.         | 4.06            | 3.91         | 4.58           |
| 19. (фінал) | 3.64            | 2.87         | 3.67           |